# Jardee
Jardee is een plaats in de regio South West in West-Australië.

## Geschiedenis
In 1912 opende een nevenspoor ('siding') genaamd Jardanup aan de in 1911 geopende spoorweg tussen Bridgetown en Wilgarup. Jardanup was een kopstation en bediende de 'No. 1 State Saw Mill'. Het nevenspoor werd vanaf 1925 Jardee genoemd, omdat Jardanup verwarring met Dardanup veroorzaakte. In 1927 stichtte de overheid er een dorp en noemde het eveneens Jardee. De naam zou een porte-manteauwoord zijn, een combinatie van de aboriginesnaam Jardanup en de naam van een historische in het district gelegen eigendom genaamd Deeside.
Tussen 1912 en 1972 was in Jardee een schooltje actief. Sinds 1973 worden de kinderen met de schoolbus naar Manjimup vervoerd.

## Beschrijving
Jardee maakt deel uit van het lokale bestuursgebied (LGA) Shire of Manjimup, waarvan Manjimup de hoofdplaats is.
In 2021 telde Jardee 157 inwoners.

## Ligging
Jardee ligt langs de South Western Highway, ongeveer 300 kilometer ten zuiden van de West-Australische hoofdstad Perth, 220 kilometer ten westnoordwesten van Albany en iets meer dan 5 kilometer ten zuidzuidwesten van Manjimup.
De spoorweg die langs Hester loopt, en deel uitmaakt van het goederenspoorwegnetwerk van Arc Infrastructure, is niet meer in gebruik.

## Klimaat
Jardee kent een gematigd mediterraan klimaat, Csb volgens de klimaatclassificatie van Köppen.